# باشگاه فوتبال سوا شارکس
باشگاه فوتبال سوا شارکس یک باشگاه فوتبال حرفه‌ای از جزایر تورکس و کایکوس است که در سال ۱۹۹۹ تأسیس شد و در لیگ برتر ویو پروفو بازی می‌کند. آنها یکی از باشگاه‌هایی بودند که لیگ را راه‌اندازی کرد.